# 千手螺
千手螺（学名：Chicoreus torrefactus），是新腹足目骨螺科千手螺属的一种。主要分布于新加坡、马来西亚、印度尼西亚、中国大陆、台湾，常栖息在浅海珊瑚礁、岩石底、浅海。